# Сатирикон (театр)
Российский государственный теа́тр «Сатирико́н» и́мени Арка́дия Ра́йкина — московский театр под руководством актёра Константина Райкина, сына Аркадия Райкина. «Сатирикон» ведёт свою историю с основания Ленинградского театра эстрады и миниатюр в 1939 году. В 1982 году театр переехал в Москву, а c 1987 года носит название «Сатирикон». Имеет Большую и Малую сцены. В 2013 году рядом с театром открылся Центр культуры, искусства и досуга имени Аркадия Райкина и Высшей школы сценических искусств.

## История

### Ленинградский период

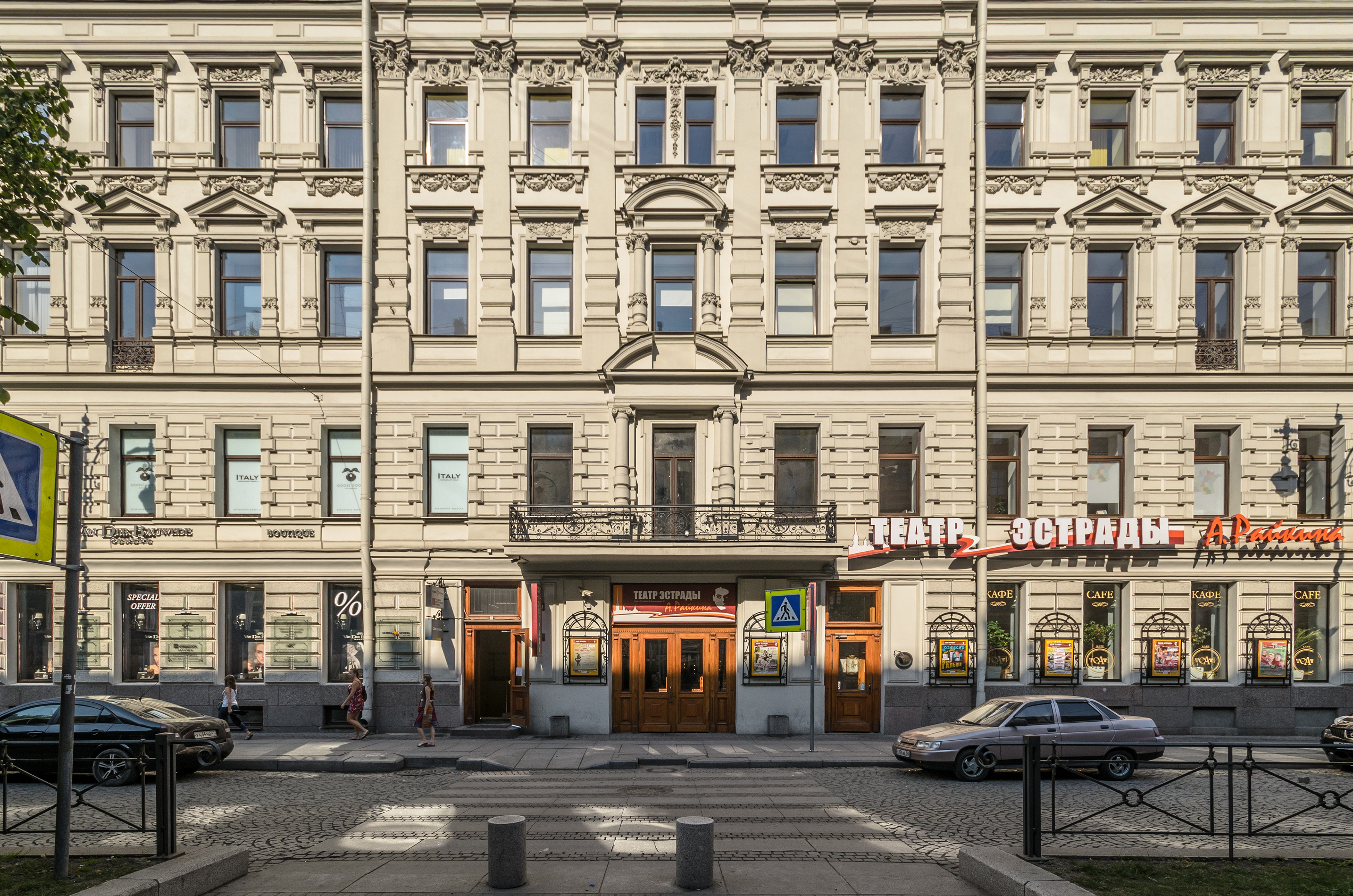
Современный вид Театра эстрады имени А. И. Райкина в Санкт-Петербурге, 2014 год

В 1939 году в Ленинграде был открыт Театр эстрады и миниатюр. В его организации принимали участие актёры Надежда Копелянская, 3инаида Рикоми и Роман Рубинштейн, художник Пётр Снопков, режиссёры Нестор Сурин и Александр Шубин, которые и составили впоследствии основную труппу. Театр возглавил Исаак Гершман. Именно при Гершмане Аркадий Райкин стал работать в театре в качестве конферансье. Концертная программа театра состояла из номеров различных жанров, объединенных конферансом, интермедиями и элементами театрализации.
Осенью 1940 года художественным руководителем был назначен музыковед и театральный критик Моисей Янковский. В то время Аркадий Райкин уже имел значительное положение во многих программах театра. В спектаклях принимали участие эстрадные и цирковые артисты. В разное время с Аркадием Райкиным работали жонглёр Фёдор Савченко, акробаты Тамара Птицына и Леонид Маслюков, а также артисты Эсфирь Пургалина, Рина Зелёная, Зинаида Рикоми (Берман), Рудольф Славский и многие другие. Уже тогда основной идеей Райкина как ведущего актёра было объединить эстрадный и цирковой жанры со спектаклем.
В последний предвоенный сезон состав труппы Ленинградского театра эстрады и миниатюр изменился и пополнился, но Райкин продолжал играть ведущую роль во многих постановках. Театровед Адольф Бейлин писал в рецензии на один из спектаклей того времени: «Хотелось бы, чтобы зрители шли в театр, а не на Райкина». Однако для зрителя знаменитый актёр и конферансье оставался «лицом» театра.
В апреле 1941 года театр выступал с последней довоенной программой «Не проходите мимо», лучшим номером которой был монолог «Невский проспект». В мае 1941 года труппа должна была отправиться на гастроли в Мурманск, затем — в Днепропетровск, где открытие концертной деятельности было назначено на 22 июня. Выступление театра не состоялось: в этот день актёров срочно вызвали в Ленинград, где уже формировались фронтовые театрально-концертные бригады.
Вскоре после начала войны театр был направлен в Ташкент, а оттуда — на Дальний Восток. В воспоминаниях Аркадий Райкин писал:
Среди 3 800 театрально-концертных бригад, обслуживавших части Советской армии на фронтах Великой Отечественной войны, была и наша. В годы войны мы выступали в республиках Средней Азии и в Сибири – перед тружениками тыла; на Дальнем Востоке – перед моряками Тихоокеанской и Дальневосточной флотилий; на Балтике и на Каспии, на Белом море, а также на Центральном, Северокавказском фронтах. Главным образом мы обслуживали флот. Да, мы не ходили в атаку и в разведку, не стреляли из винтовок и орудий, не пускали под откос поезда, не ремонтировали танки в студёных цехах. И тем не менее работа, которую мы делали, была важна. Мы проехали десятки тысяч километров, выступали на кораблях и батареях, на заводах и полевых станах, в землянках и госпиталях.
Директор Ленинградского театра эстрады и миниатюры не смог поехать в эвакуацию вместе с театром, поэтому обязанности руководителя с 1942 года были возложены на Аркадия Райкина. В 1944 году труппа вернулась обратно в Ленинград, а уже весной 1945-го была отправлена выступать в Ригу — родной город Райкина. Там актёры получили весть о победе.
В 1944 году театр утратил слово «эстрада» в названии. Тем не менее в репертуаре второй половины 1940-х годов ещё были эстрадные номера, например работы акробатического дуэта Тамары Птицыной и Леонида Маслюкова, представления жонглёра Фёдор Савченко и другие. Как отмечают многие авторы, в послевоенное время у театра сформировался «оригинальный, остросовременный репертуар» и постоянный состав актёров.
Искусствоведы того времени стали называть «театром Райкина» не только спектакли Ленинградского театра миниатюр, но также жанровые особенности его представлений. Благодаря актуальности и злободневности, а также харизме и актёрскому таланту Аркадия Райкина, Театр миниатюр занял уникальное место в советской театральной культуре.
Театр Райкина, как определенный жанр эстрадного искусства, — это прежде всего, что бы там ни говорили, театр одного центрального актёра.Советский писатель Лев Кассиль
С 1946 по 1957 год театр много гастролировал по СССР, а с конца 1950-х годов начались регулярные выезды труппы за границу. В 1957 году театр Райкина посетил Польшу, в 1958 — Болгарию и Чехословакию, затем Венгрию, ГДР, Румынию, Югославию. Труппа выезжала также за пределы стран социалистического лагеря. В 1964 году состоялась поездка в Англию; постановки транслировали по английскому телевидению.
В 1960-е годы театр привлекает к постановкам оркестры и использует в озвучивании фонограммы в своих выступлениях. В разное время над музыкой для спектаклей работали Никита Богословский, Александр Колкер, Матвей Блантер, Георгий Портнов, Игорь Цветков. Среди постоянных авторов текстов был писатель Владимир Поляков, Михаил Зощенко, Евгений Шварц, Иосиф Прут, Абрам Раскин, Владимир Лифшиц, Семён Альтов и многие другие. В 1964 году Театр миниатюр заключил контракт с Михаилом Жванецким. Как пояснял Райкин, театр имел особый подход к отбору материалов для своих спектаклей:
Материал должен быть актуальным, смешным, лаконичным, образным и в то же время облагораживать душу и сознание зрителя. Как мы представляли себе сумму этих качеств в те или иные годы – величина переменная… У нас каждая постановка единственна в своём роде, не может повториться ни на какой другой сцене.
Труппа театра составляла около 25 человек, половина из которых — актёры. Сначала постоянным партнёром Райкина на сцене был Григорий Карповский, позже его сменил актёр Герман Новиков. В 1940—1950 годах в миниатюрах с Райкиным играл Вадим Деранков. На протяжении долгого времени в театре работали комедийный актёр Владимир Ляховицкий, брат Райкина Максим Максимов и Иосиф Минкович. В 1960-е годы в театр пришло молодое поколение актёров. После этого с Райкиным стали играть Александр Карпов и Владимир Михайловский. В театре также работала жена Аркадия Райкина, актриса Руфь Иоффе.

### Московский период

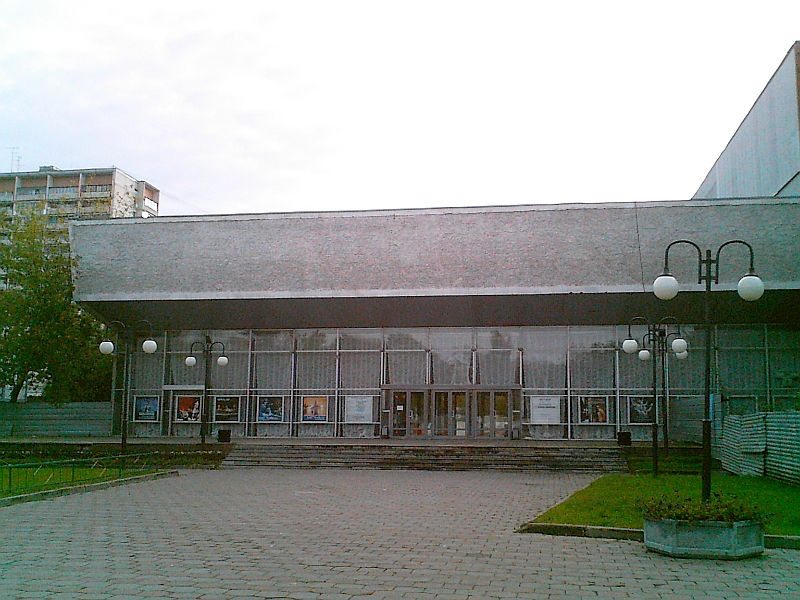
Фасад театра «Сатирикон», 2008 год

В источниках отмечается, что в 1970-е годы партийное руководство Ленинграда не поощряло деятельность Театра миниатюр из-за злободневности выступлений. Аркадий Райкин оказался среди артистов, негласно не допущенных до телевидения. В 1981 году с ещё одним поколением молодых актёров в Ленинградский театр миниатюры пришёл сын Аркадия Константин, до этого работавший в театре «Современник». Константин уговорил отца переехать в Москву, и Райкину-старшему удалось договориться с высокопоставленным руководством о переезде.
В 1983 году труппа получила здание бывшего кинотеатра «Таджикистан» на улице Шереметьевская, и там началась реконструкция и переоборудование помещений под нужды театра. В течение четырёх лет реконструкции спектакли театра Райкина шли в концертных залах, в том числе ГЦКЗ «Россия».
4 июня 1987 года в обновлённом здании прошла премьера спектакля «Мир дому твоему» по сценарию Семёна Альтова. В том же году Государственный театр миниатюр был переименован в Государственный театр «Сатирикон».
Почему «Сатирикон»? Это связано с историей театра Аркадия Райкина. Мир сатиры и юмора. Кроме того, был такой журнал в начале прошлого века, где печатались русские писатели Зощенко, Теффи и другие. «Сатирикон» был у Петрония, где рассказывалось в комическом и сатирическом ключе о жизни римского общества. Был «Сатирикон» у Феллини. Нас привлекла туманность этого названия. Никто толком не знает, что это такое, но у меня есть ощущение этого слова. Корень ясен — сатира, но необязательно его придерживаться.Константин Райкин
17 декабря 1987 года ушёл из жизни Аркадий Райкин. Театроведы отмечают, что вместе с этим закончилась целая эпоха советского сценического искусства. После смерти отца руководство театром принял Константин Райкин, и его целью стало формирование нового драматического репертуара. В период 1988—1989 гг. на должности режиссёра-постановщика работал заслуженный деятель искусств Украины, доцент Александр Аркадин-Школьник. В 1992 году «Сатирикон» был переименован в Российский государственный театр «Сатирикон» имени Аркадия Райкина.

## Современность

### Центр имени Аркадия Райкина

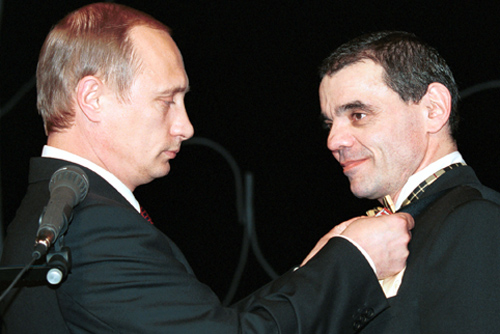
Награждение Константина Райкина орденом «За заслуги перед Отечеством» IV степени, 2000 год

В конце 1990-х годов у руководства театра появился план по его расширению и преобразованию в культурно-просветительский и развлекательный центр. В 1999 году представители «Сатирикона» начали обсуждать перспективу с высшими должностными лицами Москвы и государства. Масштабный проект «Центра культуры, искусства и досуга имени Аркадия Райкина» подразумевал создание культурного пространства в доме 6 (корпуса 1 и 2) по Шереметьевской улице и досугового комплекса с торговым центром, рестораном, гостиницей и парковкой. Планировалось, что комплекс будет возведён рядом со зданием «Сатирикона».
Центр расположится рядом с «Сатириконом» — это место за пределом Садового кольца станет одной из важнейших культурных точек столицы, местом, где должна и будет процветать духовная жизнь. Вместе с театром оно приумножит свою художественную состоятельность.Константин Райкин
Работы начались в 2002 году и до 2005-го велись на бюджетные средства. Впоследствии театру пришлось искать другие источники финансирования. Из-за постоянной смены инвесторов и последовавшего экономического кризиса строительство несколько раз приостанавливалось. В 2011 году обязанности по реализации проекта перешли к холдингу Tashir Group, в 2012 году план проекта был уже выполнен на 80 %. По словам представителя компании Романа Озимкова, холдинг инвестировал в строительство центра 140 миллионов долларов. Общую площадь Центра имени Аркадия Райкина расширили до 82,5 тысяч квадратных метров.
Открытия Центра состоялось 19 сентября 2013 года. В первом корпусе площадью более 75 тысяч квадратных метров расположен торгово-развлекательный комплекс «Райкин Плаза». В него входят 150 магазинов, шесть ресторанов, кинотеатр, детский развлекательный центр, а также гостиница. Второй корпус центра площадью 6,5 тысяч квадратных метров отведён под культурно-образовательные учреждения — в нём размещаются Высшая школа сценических искусств и Открытый театр. Церемония открытия Центра была стилизована под 1960-е годы. На мероприятии присутствовал модельер Вячеслав Зайцев, показавший коллекцию в стиле ретро, а также выступили музыкальные группы «Браво», «Квартал», «Градусы», «Jukebox Trio», «Салют» и оркестр «Глобалис». По словам организаторов праздника, на открытии присутствовало более 30 тысяч человек.
По словам Константина Райкина, театру, выработавшему свой «творческий почерк», нужны новые талантливые исполнители и «творческие кадры». Анатолий Полянкин, председатель НКО «Фонд развития и поддержки культуры» имени Аркадия Райкина и директор театра, в интервью 2012 года рассказал, что «театральная часть комплекса будет располагать тремя сценическими площадками-трансформерами». В помещениях Школы будут расположены учебный театр, библиотека, медиатека, залы для занятий танцами, сценическими боями и вокала, различные мастерские и звукозаписывающая студия. Тогда же Полянкин отметил, что Высшая школа сценических искусств войдёт в Международную образовательную программу ЮНЕСКО. Первый набор студентов в Школу состоялся осенью 2013 года. Учебное заведение состоит из нескольких факультетов, обучение на которых производится преимущественно платно на очной и заочной формах. На актёрском факультете предоставляются бюджетные места. Художественным руководителем школы является Константин Райкин, ректором — Анатолий Полянкин.

### Реконструкция зданий театра

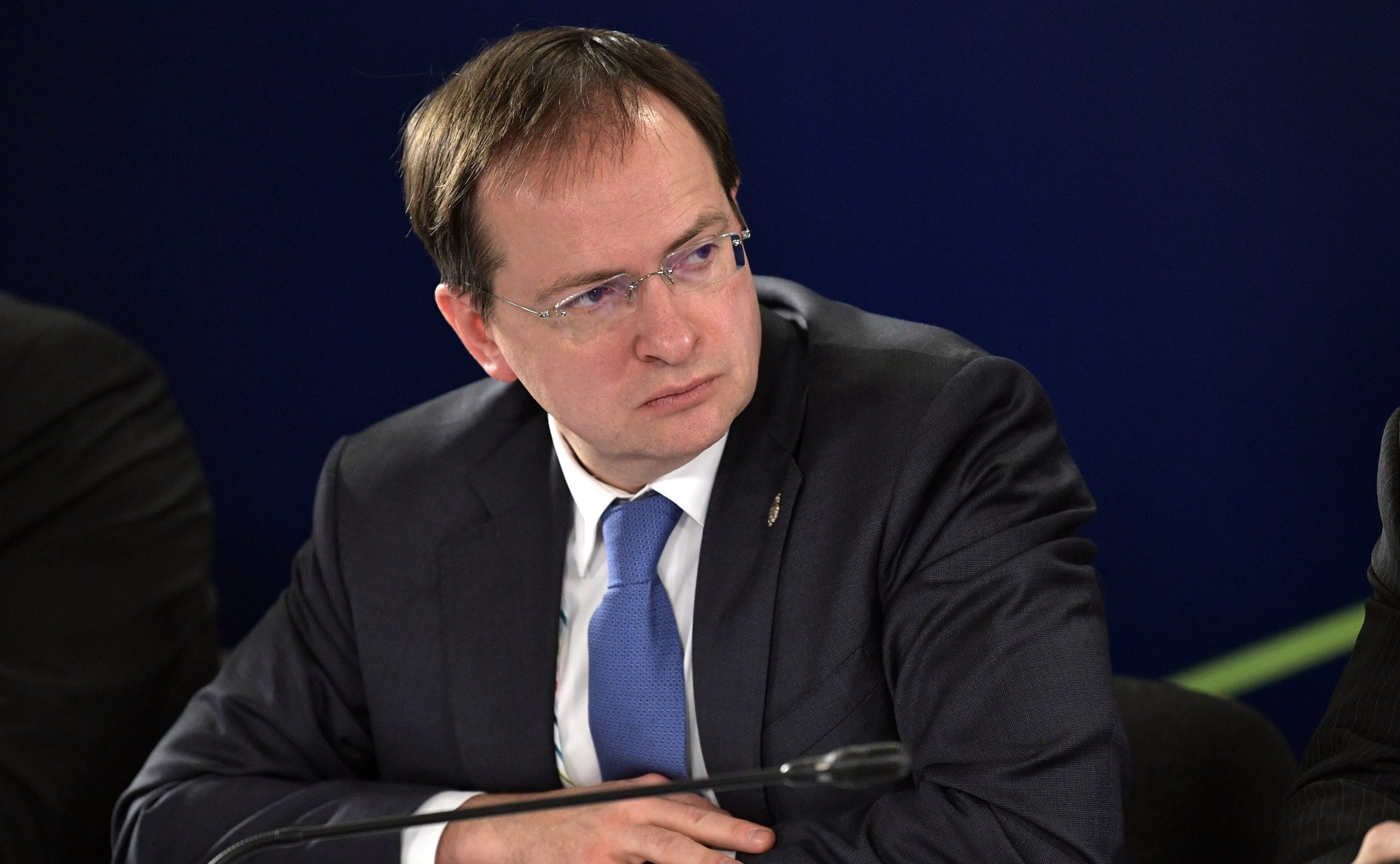
Министр культуры Владимир Мединский, 2017 год

Старое здание «Сатирикона» (бывший кинотеатр «Таджикистан»), построенное в 1967 году, нуждалось в реконструкции. В 2014-м году было объявлено о планах реконструкции старой части здания, перестройке центрального фасада и расширении зрительного зала. Поскольку на месте гаража «Сатирикона» ранее была построена гостиница, проект реконструкции также включал организацию подземной парковки на 130 мест. По заявлениям Анатолия Полянкина, проект подразумевал привлечение государственного и частного капитала и должен был быть закончен к концу 2016 — началу 2017 года. После реконструкции площадь объекта должна увеличиться до 48 тысяч квадратных метров, 12 тысяч из которых после реализации поступят в собственность государства и почти 35 тысяч — в собственность инвестора. Издание «Лайф» сообщало, что основным инвестором является фирма «Арт-инвест», по 25 % акций которой принадлежат Константину Райкину и Анатолию Полянкину соответственно.
Вопрос привлечения бюджетных средств в проект реконструкции вызвал конфликт между Константином Райкиным и Министерством культуры. Согласно предшествовавшим договорённостям, инвесторы должны были финансировать строительство здания, а государство — аренду концертных и репетиционных площадок на это время. После окончания 75-го театрального сезона театр был вынужден снимать помещения для репетиций и выступлений. Одной из таких площадок стал молодёжный центр «Планета КВН».
В октябре 2016 года художественный руководитель Константин Райкин заявил, что выделенных государством средств не хватает на аренду и театр находится на грани закрытия. «Мы можем просто распасться. Я буду ждать решение от Министерства культуры РФ, от министра. Если не получится, пойду ещё куда-то… Текущие средства, выделяемые Минкультуры, не покрывают расходы. Раньше театр существовал за счёт средств спонсоров, однако из-за сложной экономической ситуации это стало невозможно», — прокомментировал ситуацию Райкин.

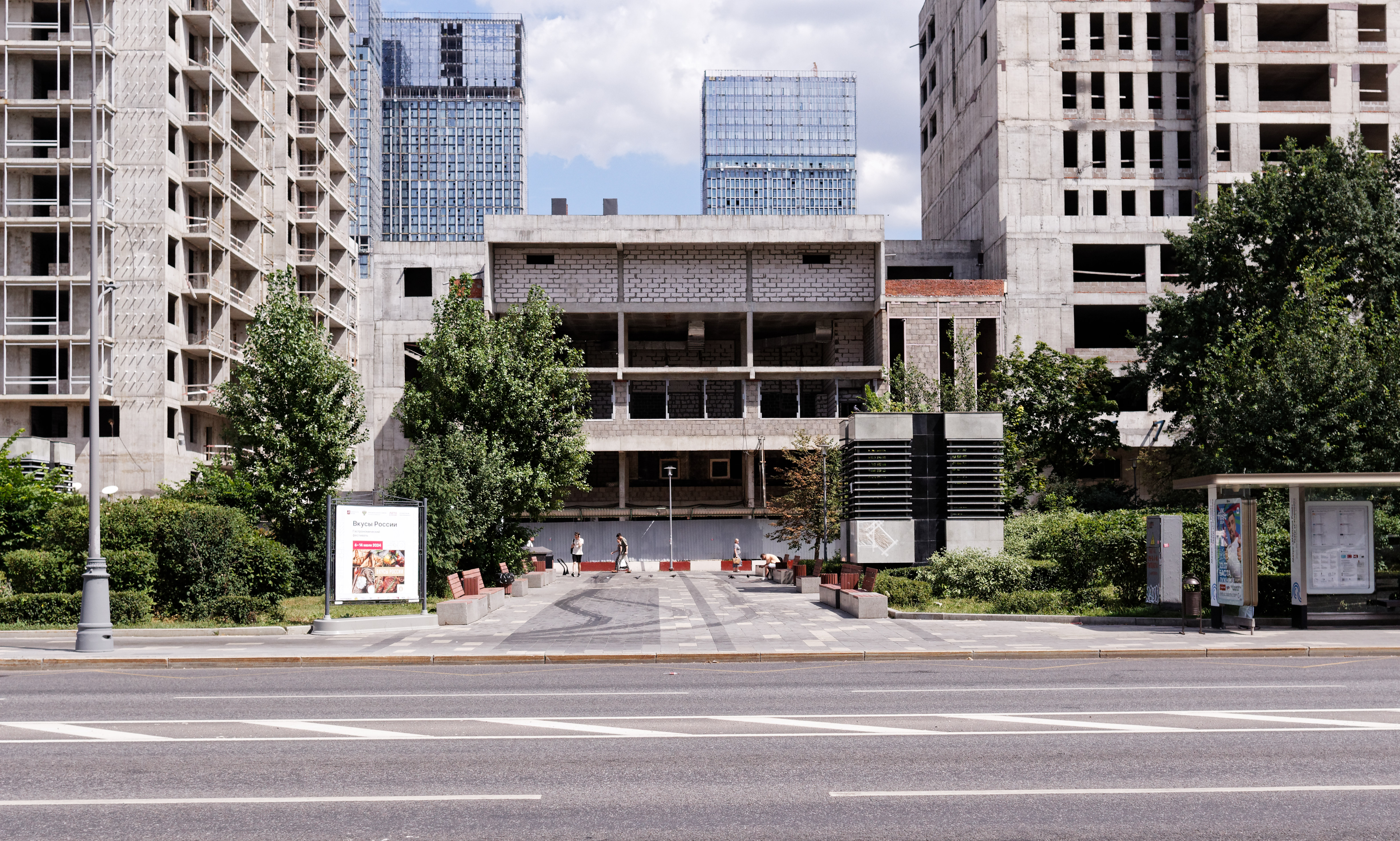
Состояние заброшенного каркаса здания в июле 2024 года

По мнению Райкина, заморозки в строительстве и проверки в театре являются «официальной попыткой» запугать «Сатирикон»: «Это месть и наказание, которым хочет подвергнуть меня и мой театр мой непосредственный начальник министр культуры Владимир Мединский. Он не может мне простить моего высказывания на съезде Союза театральных деятелей и того, что я несколько раз уличал его в неправде и боролся против его несправедливых решений, касающихся театра Сатирикон». В ответ министр культуры Владимир Мединский отметил, что претензии к театру «Сатирикон» вызваны хозяйственно-административными нарушениями руководства.
На театральном участке проходили технические работы по строительству Третьего пересадочного контура метро. Реконструкцией здания занимается та же компания «Ташир», которая осуществляла проект Центра имени Аркадия Райкина. В 2017 году Комплекс градостроительной политики и строительства Москвы сообщил, что реконструкция завершится в 2019-м.
В ноябре 2017 года театр «Сатирикон» получил президентский грант.

## Репертуар «Сатирикона»

### Знаковые постановки
В 1984 году на сцене театра был показан спектакль «Лица» по пьесе Михаила Мишина. Спектакль готовился 13 месяцев, его драматургия основана на музыке и танцах. 17 сентября 1988 года состоялась премьера спектакля «Служанки» Жана Жене в постановке Романа Виктюка. Спектакль был хорошо принят публикой и принёс театру большой успех. Эта постановка во многом определила развитие драматического направления театра в период управления Константина Райкина. Постановка была восстановлена в репертуаре в трёх редакциях: вторая — в 1991 году, третья — в 2006-м.
В 1996 году театр поставил «Трёхгрошовую оперу» Бертольта Брехта (режиссёр Владимир Машков), посвятив её 85-летию со дня рождения Аркадия Райкина. Режиссёр высказался о постановке так: «Люблю театр, в котором работают не мозги, а чувства. Когда зритель боится, сочувствует, испытывает моменты счастья. Одним словом, я за театр, который удивляет». 2 октября 1998 года состоялась премьера шекспировского «Гамлета» с Константином Райкиным в главной роли в постановке грузинского режиссёра Роберта Стуруа.
В 2002 году в репертуаре театра вновь появился спектакль Роберта Стуруа. Он поставил пьесу Карло Гольдони «Синьор Тодеро брюзга», переименованную театром в «Синьор Тодеро хозяин». В этом же году театр пригласил петербургского режиссёра Юрия Бутусова. В 2003-м театр впервые обращается к русской классике и включает в свой репертуар пьесу Александра Островского «Доходное место» в постановке Константина Райкина. В 2004-м спектакль «Страна любви» по пьесе Александра Островского «Снегурочка» в постановке Константина Райкина стал визитной карточкой нового поколения артистов театра, пришедших в труппу всем курсом после окончания Школы-Студии МХАТ (курс Константина Райкина).

### Другие постановки
- 1988 — «Геркулес и Авгиевы конюшни» — спектакль по пьесе Фридриха Дюрренматта. Постановка Александра Аркадина-Школьника и Константина Райкина.
- 10 июля 2000 — «Контрабас», спектакль-монолог по одноимённому монологу Патрика Зюскинда. Постановка Елены Невежиной.
- 1 мая 2001 — «Шантеклер», драматическое шоу по одноимённой пьесе Эдмону Ростану. Постановка Константина Райкина.
- 15 марта 2002 — «Синьор Тодеро хозяин», комедия по пьесе Карло Гольдони «Синьор Тодеро-брюзга». Постановка Роберта Стуруа.
- 26 февраля 2004 — «Ричард III», трагифарс по пьесе Уильяма Шекспира «Ричард III». Постановка Юрия Бутусова.
- 1 октября 2004 — «Страна любви», драма-игра с музыкой, песнями и танцами по пьесе Александра Островского «Снегурочка». Постановка Константина Райкина.
- 2 марта 2005 — «Косметика врага», трагифарс по одноимённой пьесе Амели Нотомб. Постановка Романа Козака.
- 6 октября 2006 — «Король Лир» по одноимённой пьесе Уильяма Шекспира. Постановка Юрия Бутусова.
- 24 октября 2006 — «Азбука артиста», класс-концерт Константина Райкина.
- 5 мая 2007 — «Королева красоты» по Мартину Макдонаху. Постановка Константина Райкина.
- 12 мая 2007 — «Сиротливый Запад» по Мартину Макдонаху. Постановка Константина Райкина.
- 12 сентября 2008 — «Синее чудовище», цирк по Карло Гоцци «Синее чудовище». Постановка Константина Райкина.
- 5 октября 2008 — «Не всё коту масленица», сцены из московской жизни по одноимённой пьесе Александра Островского. Постановка Аллы Покровской и Сергея Шенталинского.
- 25 апреля 2009 (вторая премьера) — «Доходное место», комедия по одноимённой пьесе Александра Островского. Постановка Константина Райкина.
- 25 сентября 2009 — «Тополя и ветер», героическая комедия по пьесе Жеральда Сиблейраса «Ветер шумит в тополях». Постановка Константина Райкина.
- 26 марта 2010 — «Эмигранты», трагикомедия по Славомиру Мрожеку. Постановка Сергея Щедрина.
- 23 апреля 2010 (вторая премьера) — «Деньги», криминальная сказка по пьесе Александра Островского «Не было ни гроша, да вдруг алтын». Постановка Константина Райкина.
- 24 сентября 2010 — «Константин Райкин. Вечер с Достоевским», сценическое переложение повести Фёдора Достоевского «Записки из подполья». Постановка Валерия Фокина.
- 10 ноября 2010 — «Оглянись во гневе», драма нашего времени по одноимённой пьесе Джона Осборна. Постановка Якова Ломкина.
- 15 апреля 2011 — «Чайка», комедия по одноимённой пьесе Антона Чехова. Постановка Юрия Бутусова.
- 18 октября 2011 — «Маленькие Трагедии Пушкина», драматические сцены по «Маленьким трагедиям» Александра Пушкина. Постановка Виктора Рыжакова.
- 24 октября 2011 — «Юбилейный Вечер-концерт» к 100-летию Аркадия Райкина.
- 8 января 2012 — «Однажды в деревне…», пьеса по детской сказке Юрия Клавдиева и Анастасии Москаленко «Карасёнок и Поросёнок». Постановка Елены Бутенко-Райкиной.
- 11 мая 2013 — «Закликухи», фолк-клоунада в постановке Елены Бутенко-Райкиной.
- 30 мая 2013 — «Лондон Шоу», комедия по пьесе Бернарда Шоу «Пигмалион». Постановка Константина Райкина.
- 19 октября 2013 — «Отелло», трагедия по пьесе Уильяма Шекспира «Отелло». Постановка Юрия Бутусова.
- 3 апреля 2014 — «Game over», спектакль по пьесе Алексея Арбузова «Жестокие игры». Постановка Елены Бутенко-Райкиной.
- 27 апреля 2014 — «Кухня» по пьесе Арнольда Уэскера. Постановка Константина Райкина.
- 3 октября 2014 — «Укрощение» по пьесе Уильяма Шекспира. Постановка Якова Ломкина.
- 4 октября 2014 — «Однорукий из Спокана» по пьесе Мартина МакДонаха. Постановка Константина Райкина.
- 29 мая 2015 — «Все оттенки голубого» по пьесе Владимира Зайцева. Постановка Константина Райкина.
- 21 октября 2015 — «Человек из ресторана» по повести Ивана Шмелёва. Постановка Егора Перегудова.
- 22 июня 2016 — «Лекарь поневоле» по пьесе Мольера. Постановка Константина Райкина.
- 15 мая 2017 — «Ваня и Соня и Маша и Гвоздь» по пьесе Кристофера Дюранга. Постановка Константина Райкина.
- 19 сентября 2017 — «Бесприданница» по пьесе Александра Островского. Постановка Елены Бутенко-Райкиной.
- 8 ноября 2017 — #НЕБАЛЕТ Пластический спектакль в двух частях. Постановка Рената Мамина.
- 7 февраля 2018 — #НЕПУШКИН Музыкально-поэтический спектакль. Постановка Марины Дровосековой, Сергея Сотникова.
- 24 июля 2018 — «Дон Жуан» по пьесе Мольера. Постановка Егора Перегудова.
- 6 февраля 2019 — «Глупости» по пьесе Виктории Никольской. Постановка Константина Райкина
- 3 апреля 2019 — «Всем кого касается» по пьесе Даны Сидерос. Постановка Константина Райкина.
- 28 июля 2019 — «Мой папа — Питер Пэн» по пьесе Керен Климовски. Постановка Нади Кубайлат.
- 27 декабря 2019 — «Шутники» по пьесе Александра Островского. Постановка Евгения Марчелли.

## Труппа
Заведующая труппой — Эльвира Кекеева
| Имя актёра                            | Год начала работы в театре | Спектакли и роли |
| ------------------------------------- | -------------------------- | --- |
| Евгения Александровна Абрамова        | 2006                       | «Все оттенки голубого» (Вика Малахова) «Закликухи» (Баба в белом) «Синее чудовище» (Дардане) «Человек из ресторана» (Старая барыня, Очень выразительная женщина) |
| Алексей Игоревич Бардуков             | 2002                       | «Укрощение» (Люченцио) «Синее чудовище» (Таэр) |
| Елена Владимировна Березнова          | 2003                       | «Однажды в деревне…» (Кошка 3, Митя, Цыплята, Мальчики) «Король Лир» (Шут) «Синее чудовище» (Смеральдина) |
| Владимир Иванович Большов             | 1984                       | «Все оттенки голубого» (Папа) «Король Лир» (Герцог Альбанский) «Чайка» (Петр Николаевич Сорин) |
| Сергей Борисович Бубнов               | 2010                       | «Лондон Шоу» (Пикеринг) «Чайка» (Яков) «Человек из ресторана» (Штросс, Домострой, Швейцар, Купец, Чиновник) |
| Елена Ивановна Бутенко — Райкина      | 1985                       | «Все оттенки голубого» (Бабушка) «Лондон Шоу» (Миссис Пирс) |
| Наталия Геннадьевна Вдовина           | 1990                       | «Король Лир» (Корделия) |
| Елена Алексеевна Голякова             | 2016                       | «Лекарь поневоле» (Мартина, жена Сганареля. Жаклина, кормилица у Жеронта, жена Луки. Люсинда, дочь Жеронта. Перрен, сын Тибо, крестьянин) |
| Сергей Николаевич Громов              | 2002                       | «Лондон Шоу» (Пикеринг) «Укрощение» (Баптиста) «Человек из ресторана» (Карасёв, Околоточный, Купец) |
| Игорь Николаевич Гудеев               | 2000                       | «Все оттенки голубого» (первый и второй таксисты, Бесогон, Одноклассник) «Укрощение» (Гортензиo) «Синее чудовище» (Тарталья) |
| Александр Константинович Гунькин      | 2003                       | «Синее чудовище» (Бригелла) «Все оттенки голубого» (Одноклассники) «Однажды в деревне…» (Поросёнок) «Укрощение» (Священник) «Человек из ресторана» (Черепахин) |
| Илья Леонидович Денискин              | 2012                       | «Game Over» (Никита Лихачев) «Все оттенки голубого» (Егор) «Однажды в деревне…» (Гусь) «Укрощение» (Транио) |
| Марина Евгеньевна Дровосекова         | 2003                       | «Все оттенки голубого» (Виола) «Синее чудовище» (Смеральдина) «Отелло» (Бианка) «Король Лир» (Гонерилья) «Чайка» (Маша) |
| Антон Викторович Егоров               | 2003                       | «Синее чудовище» (Дзелу) «Все оттенки голубого» (одноклассники) «Человек из ресторана» (Васиков, Незнакомый человек, Номер в ресторане) |
| Сергей Михайлович Зарубин             | 1982                       | «Game Over» (Константинов) «Укрощение» (Гремио) |
| Анна Юрьевна Здор                     | 2004                       | «Человек из ресторана» (Жена Домостроя, Очень выразительная женщина) |
| Марина Ивановна Иванова               | 1990                       | «Все оттенки голубого» (Бабушка) «Лондон Шоу» (Миссис Пирс) |
| Розалия Рашидовна Каюмова             | 2016                       | «Лекарь поневоле» (Мартина, жена Сганареля. Жаклина, кормилица у Жеронта, жена Луки. Люсинда, дочь Жеронта. Перрен, сын Тибо, крестьянин) |
| Эльвира Григорьевна Кекеева           | 1995                       | «Все оттенки голубого» (Учительница химии) «Лондон Шоу» (Миссис Эйнсфорд Хилл) |
| Сергей Анатольевич Климов             | 2001                       | «Укрощение» (Баптиста) «Синее чудовище» (Тарталья) |
| Алексей Сергеевич Коряков             | 2010                       | «Game Over» (Земцов) «Синее чудовище» (Стражник) |
| Антон Валентинович Кузнецов           | 2007                       | «Синее чудовище» (Панталоне) «Король Лир» (Эдмонд) «Отелло» (Кассио) «Укрощение» (Кертис) «Чайка» (Треплев, Шамраев, Медведенко) |
| Георгий Платонович Лежава             | 2003                       | «Синее чудовище» (Труффальдино) «Game over» (Ловейко) «Однорукий из Спокана» (Мервин) «Человек из ресторана» (Князь Шуханский, Столичный доверенный, Офицер с катка, Заведующий у Бут и Брота) |
| Ульяна Степановна Лисицина            | 2016                       | «Лекарь поневоле» (Мартина, жена Сганареля. Жаклина, кормилица у Жеронта, жена Луки. Люсинда, дочь Жеронта. Перрен, сын Тибо, крестьянин) |
| Яков Сергеевич Ломкин                 | 1999                       | «Синее чудовище» (Таэр) «Король Лир» (Освальд, герцог Бургунский) |
| Елизавета Хесусовна Мартинес Карденас | 2007                       | «Все оттенки голубого» (Вика Малахова) «Король Лир» (Шут) «Лондон Шоу» (Элиза) «Однажды в деревне…» (Карасёнок) |
| Роман Каренович Матюнин               | 2007                       | «Все оттенки голубого» (Егор) «Укрощение» (Транио) |
| Ярослав Сергеевич Медведев            | 2016                       | «Лекарь поневоле» (Робер, сосед Сганареля. Лука, муж Жаклины. Жеронт, отец Люсинды. Леандр, возлюбленный Люсинды. Тибо, отец Перрена, крестьянин) |
| Юлия Александровна Мельникова         | 2003                       | «Синее чудовище» (Гулинди) «Все оттенки голубого» (Виола) «Укрощение» (Бьянка) |
| Мухамадияров Артур                    | 2012                       | «Отелло» (Родриго) «Человек из ресторана» (Коленька) |
| Лика Алексеевна Нифонтова             | 1984                       | «Лондон Шоу» (Миссис Хигинс) «Отелло» (Эмилия) «Чайка» (Полина Андреевна, Аркадина, Заречная) |
| Константин Валерьевич Новичков        | 2016                       | «Лекарь поневоле» (Сганарель) |
| Артем Александрович Осипов            | 2002                       | «Лондон Шоу» (Хигинс) «Король Лир» (Король Французский) «Синее чудовище» (Панталоне) «Укрощение» (Петруччио) «Чайка» (Треплев, Дорн) |
| Анна Алексеевна Петрова               |                            | «Человек из ресторана» (Наташа) |
| Даниил Михайлович Пугаев              | 2016                       | «Лекарь поневоле» (Робер, сосед Сганареля. Лука, муж Жаклины. Жеронт, отец Люсинды. Леандр, возлюбленный Люсинды. Тибо, отец Перрена, крестьянин) |
| Алена Борисовна Разживина             | 2003                       | «Синее чудовище» (Дардане) «Все оттенки голубого» (Учительница химии) «Человек из ресторана» (Раиса Сергеевна, Портнишечка, Очень выразительная женщина) |
| Константин Аркадьевич Райкин          | 1981                       | «Константин Райкин. Вечер с Достоевским» (в роли Подпольного) «Король Лир» (Лир) «Человек из ресторана» (Скороходов) |
| Полина Константиновна Райкина         | 2011                       | «Закликухи» (Баба в чёрном) «Синее чудовище» (Смеральдина) «Чайка» (Аркадина) «Однажды в деревне…» (Кошка 3) «Однорукий из Спокана» (Мэрилин) «Отелло» (Участник спектакля) |
| Роман Владимирович Рипко              | 2014                       | «Все оттенки голубого» (Модно одетый парень, Одноклассник) «Отелло» (Лодовико) «Укрощение» (Винченцио) |
| Илья Андреевич Рогов                  | 2016                       | «Лекарь поневоле» (Сганарель) |
| Анна Константиновна Селедец           | 2009                       | «Game Over» (Мать Нели, Любася, Девушка — похожая на ангела, Девица — совсем не похожая на ангела) «Лондон Шоу» (Клара) «Однажды в деревне…» (Собака, Петух Муха, Щука, Цыплята, Мальчики) |
| Григорий Дэвидович Сиятвинда          | 1995                       | «Лондон Шоу» (Дулитл) «Однорукий из Спокана» (Тоби) |
| Никита Владиславович Смольянинов      | 2012                       | «Game Over» (Кай Леонидов) «Все оттенки голубого» (Мальчик) «Лондон Шоу» (Фредди) «Однажды в деревне…» (Свинокол) «Укрощение» (Люченцио) |
| Андрей Валерьевич Соломонов           | 2010                       | «Все оттенки голубого»(первый и второй таксисты, Бесогон, Одноклассник) «Однажды в деревне…»(Индюк) |
| Сергей Викторович Сотников            | 2002                       | «Game Over» (Земцов) «Синее чудовище»(Дзелу, Синее Чудовище) |
| Марьяна Тимофеевна Спивак             | 2006                       | «Отелло» (Дездемона) «Король Лир» (Корделия) «Синее чудовище» (Дардане) «Укрощение» (Катарина) «Чайка» (Маша, Заречная) |
| Агриппина Владимировна Стеклова       | 1995                       | «Чайка» (Нина Заречная) «Все оттенки голубого» (Мама) «Король Лир» (Регана) «Лондон Шоу» (Миссис Хигинс) «Укрощение» (Катарина) |
| Денис Валерьевич Суханов              | 1997                       | «Лондон Шоу» (Дулитл) «Король Лир» (граф Глостер) «Однорукий из Спокана» (Кармайкл) «Отелло» (Отелло) «Человек из ресторана» (Кривой, Директор училища, Иван Афанасьич) «Чайка» (Тригорин, Треплев) |
| Глафира Александровна Тарханова       | 2002                       | «Король Лир» (Корделия) «Укрощение» (Бьянка) |
| Константин Викторович Третьяков       |                            | «Король Лир» (Герцог Корнуэльский) |
| Тимофей Владимирович Трибунцев        | 2002                       | «Король Лир» (граф Кент) «Отелло» (Яго) «Чайка» (Монолог Треплева (из четвёртого акта пьесы А. П. Чехова «Чайка») |
| Дарья Сергеевна Урсуляк               | 2013                       | «Game Over» (Неля) «Однорукий из Спокана» (Мэрилин) «Чайка» (Нина Заречная, Маша) «Человек из ресторана» (Наташа) |
| Полина Андреевна Шанина               | 2009                       | «Game Over» (Мать Нели, Любася, Девушка — похожая на ангела, Девица — совсем не похожая на ангела) «Все оттенки голубого» (Люк Скайуокер, Медсестра, Одноклассница) «Закликухи» (Баба в Красном) «Лондон Шоу» (Миссис Эйнсфорд Хилл, Клара) «Однажды в деревне…» (Карасёнок, Кошка 2, Митя, Цыплята, Мальчики) |
| Михаил Юрьевич Ширяев                 | 2014                       | «Game Over» (Терентий) «Все оттенки голубого» (Принцесса Лея, Субтильный парень, Одноклассник) «Отелло» (Грациано) «Укрощение» (Педант, вдова) «Человек из ресторана» (Сергей Михайлыч, Капулади, Икоркин) |
| Альбина Ришатовна Юсупова             | 2012                       | «Лондон Шоу» (Элиза, Горничная) «Однажды в деревне…» (Кошка 2, Цыплята, Мальчики) «Человек из ресторана» (Мадемуазель Гуттелет, из дамского оркестра) |
| Алексей Андреевич Якубов              | 1985                       | «Синее чудовище» (Фанфур) «Все оттенки голубого» (первый и второй таксисты, Бесогон, Одноклассник) «Человек из ресторана» (Кирилл Саверьяныч) |